# 1960年の阪急ブレーブス
1960年の阪急ブレーブスでは、1960年の阪急ブレーブスの動向をまとめる。
この年の阪急ブレーブスは、戸倉勝城監督の2年目（途中就任の前年を含む）のシーズンである。

## 概要
前年優勝が期待されながらも大型連敗を繰り返して藤本定義前監督が辞任。打撃コーチから昇格した戸倉監督でもチームを立て直せず苦戦したが、最後は近鉄の内紛に助けられて辛うじて5位を死守した。戸倉監督2年目のチームはユニフォームに赤いラケットラインを追加、ビジターの胸文字ロゴを「Hankyu」に変更、そして帽子の鍔も赤に変更、シーズン突入後大阪球場での南海との開幕戦に勝利すると、4月22日まで5連勝で開幕ダッシュに成功。しかしその翌日から5連敗し、西鉄との3位争いがしばらく続いた。それでも7月を18勝8敗、8月を15勝10敗1分で貯金15を稼いだものの、終盤は1つ勝ったら連敗の繰り返しが続き、9月28日からの7連敗で貯金がなくなったが10月9日の対西鉄最終戦に勝って何とか勝率5割で終えた。投手陣は米田哲也が22勝、梶本隆夫が21勝をあげて20勝投手を2人出し、それ以外にも安藤治久・秋本祐作・足立光宏がローテーションを守って奮闘しこの5人でチーム勝ち星の大半を稼いだが、打線の援護に恵まれない試合も目立った。打撃陣は中田昌宏・ロベルト・バルボンらの活躍でチーム打率はリーグ4位とまずまずで、盗塁数もリーグ2位の105個を記録したが本塁打は優勝の大毎や2位の南海に引き離され、64本のリーグ最下位に終わった。

## チーム成績

### レギュラーシーズン
| 1 | 三 | 人見武雄   |
| 2 | 遊 | 本屋敷錦吾 |
| 3 | 一 | 滝田政治   |
| 4 | 左 | 中田昌宏   |
| 5 | 中 | 衆樹資宏   |
| 6 | 右 | 加奥隆三   |
| 7 | 二 | バルボン   |
| 8 | 捕 | 山下健     |
| 9 | 投 | 梶本隆夫   |

| 順位 | 4月終了時 | 4月終了時 | 5月終了時 | 5月終了時 | 6月終了時 | 6月終了時 | 7月終了時 | 7月終了時 | 8月終了時 | 8月終了時 | 最終成績 | 最終成績 |
| ---- | --------- | --------- | --------- | --------- | --------- | --------- | --------- | --------- | --------- | --------- | -------- | -------- |
| 1位  | 大毎      | --        | 南海      | --        | 大毎      | --        | 大毎      | --        | 大毎      | --        | 大毎     | --       |
| 2位  | 南海      | 1.0       | 大毎      | 3.5       | 南海      | 2.0       | 南海      | 2.5       | 南海      | 5.0       | 南海     | 4.0      |
| 3位  | 東映      | 2.0       | 東映      | 6.5       | 西鉄      | 13.0      | 阪急      | 7.0       | 阪急      | 11.0      | 西鉄     | 12.0     |
| 4位  | 阪急      | 2.0       | 西鉄      | 8.0       | 阪急      | 14.0      | 西鉄      | 14.5      | 西鉄      | 12.5      | 阪急     | 17.0     |
| 5位  | 近鉄      | 3.5       | 阪急      | 8.0       | 東映      | 17.0      | 東映      | 26.0      | 東映      | 30.5      | 東映     | 30.0     |
| 6位  | 西鉄      | 3.5       | 近鉄      | 10.0      | 近鉄      | 20.0      | 近鉄      | 29.0      | 近鉄      | 34.0      | 近鉄     | 39.0     |

| 順位 | 球団               | 勝 | 敗 | 分 | 勝率 | 差   |
| 1位  | 毎日大映オリオンズ | 82 | 48 | 3  | .631 | 優勝 |
| 2位  | 南海ホークス       | 78 | 52 | 6  | .600 | 4.0  |
| 3位  | 西鉄ライオンズ     | 70 | 60 | 6  | .538 | 12.0 |
| 4位  | 阪急ブレーブス     | 65 | 65 | 6  | .500 | 17.0 |
| 5位  | 東映フライヤーズ   | 52 | 78 | 2  | .400 | 30.0 |
| 6位  | 近鉄バファロー     | 43 | 87 | 1  | .331 | 39.0 |

## オールスターゲーム
| コーチ     | 戸倉勝城   |          |          |
| ファン投票 | バルボン   |          |          |
| 監督推薦   | 梶本隆夫   | 米田哲也 | 衆樹資宏 |
| 補充選手   | 本屋敷錦吾 |          |          |

## 表彰選手
| リーグ・リーダー | リーグ・リーダー | リーグ・リーダー | リーグ・リーダー |
| 選手名           | タイトル         | 成績             | 回数             |
| ---------------- | ---------------- | ---------------- | ---------------- |
| バルボン         | 盗塁王           | 32個             | 3年連続3度目     |

| ベストナイン |
| ------------ |
| 選出なし     |